# Литвин-Сєдой Зиновій Якович
Зиновій Якович (Звулон Янкелевич) Литвин-Сєдой (16 березня 1879, місто Коломна Московської губернії, тепер Московської області, Російська Федерація — 15 жовтня 1947, місто Москва, тепер Російська Федерація) — радянський діяч, професійний революціонер. Член Центральної контрольної комісії РКП(б) у 1921—1922 роках.

## Життєпис
Народився в єврейській напівміщанській робітничій родині. Батько (колишній молодший чин російської імператорської армії) працював сторожем і опалювачем на Коломенському машинобудівному заводі, мати прала білизну та куховарила на весіллях. Потім родина переїхала до Москви, де батько працював сторожем на лісовому складі. Зиновій Литвин навчався в початковій школі, яку залишив в 13-річному віці після смерті батька. З чотирнадцятирічного віку працював на нафтовому заводі в Анненгофському гаю, потім на цвяховому заводі Гужона, заводі Барі та був помічником слюсаря на паровозах у Долгоруковському парку Москви. З 1893 року — слухач Пресненських робітничих курсів у Москві.
У революційному русі брав участь із 1893 року. Працював у марксистських гуртках, брав активну участь у нелегальній революційній діяльності. Був членом Московського робітничого союзу. У 1896 році вперше арештований, але незабаром звільнений. У листопаді 1896 року знову заарештований, відсидів 11 місяців у Таганській в'язниці Москви. Був висланий під нагляд поліції до Коломни, потім працював робітником-металістом у Калузі, Тамбові, на московському заводі Густава Ліста.
Член РСДРП з 1897 року. Мав партійні псевдоніми: «Сєдой», Віллонен, Іголкін, Бистров.
Переїхав до Санкт-Петербурга і влаштувався працювати на Путиловський завод, але незабаром був заарештований. Відсидів рік у в'язницях Санкт-Петербурга, потім був відправлений під нагляд поліції до Тифліса. За участь у революційному русі знову заарештований, відсидів 5 місяців у Метехській в'язниці. Після звільнення висланий до Тамбова, а потім до Коломни, де Зиновій Литвин був призваний до інженерних військ російської імператорської армії, але через хворобу демобілізований.
Наприкінці 1903 року переїхав до Нижнього Новгороду, працював слюсарем. Знову був заарештований, два місяці перебував у в'язниці. На початку 1905 року переїхав до Москви. Під час першої російської революції в червні 1905 року був заарештований, відбував ув'язнення у Таганській в'язниці, в жовтні 1905 року — амністований та звільнений. Під час грудневого збройного повстання в Москві 1905 року був членом Московського комітету РСДРП та начальником штабу бойових дружин Пресні — бився на барикадах, був поранений та переправлений до Тверської губернії, де лікувався від ран.
У 1906 році виїхав до Фінляндії, де був секретарем військово-революційної організації РСДРП. У липні 1906 року — активний учасник повстання моряків у Свеаборзькій фортеці. З 1906 по 1912 рік перебував в еміграції в Швейцарії, Бельгії, Франції, де працював автомобілістом (водієм таксі). З 1912 по 1914 рік проживав у Канаді та США, працював на автомобільному заводі Форда. З 1914 року — в Франції, працював шофером у санітарній секції та механіком ремонтних майстерень у французькій армії. Був двічі заарештований, провів три місяці у французькій цивільній в'язниці та два місяці у військовій. Після звільнення із ув'язнення працював у військово-автомобільних майстернях біля Парижу. На початку 1917 року захворів та був звільнений із французької армії.
У квітні 1917 року повернувся до Росії. У травні 1917 року приїхав до Петрограда, звідки вирушив до Києва, де працював молодшим механіком 3-го авіаційного парку російської армії, обирався членом Київської ради робітничих депутатів та був одним із керівників організації РСДРП(б) 3-го авіаційного парку, який брав найактивнішу участь у Київському жовтневому більшовицькому заколоті 1917 року та Київському січневому більшовицькому заколоті 1918 року.
Весною 1918 року втік до Москви, працював декілька місяців у Красно-Пресненському районі. З 1918 року служив у Червоній армії, був військовим комісаром 123-го і 21-го стрілецьких полків РСЧА, воював на каледінському та красновському фронтах, брав участь у боях за Царицин. Весною 1919 року займався будівництвом військової вузькоколійної дороги для РСЧА в Україні. З 1919 року працював у Центральному управління військових повідомлень РСЧА.
До 1921 року — на відповідальній роботі в Народному комісаріаті шляхів сполучення РРФСР.
У 1921—1939 роках — директор Московської техніко-текстильної школи робітничої молоді (потім — Московського бавовняного технікуму) імені Грудневого збройного повстання 1905 року.
Одночасно, з 1922 року — помічник начальника Центрального управління місцевого транспорту Народного комісаріату шляхів сполучення СРСР. З 1927 року — член правління Акціонерного товариства «Транспорт». Голова Ревізійної комісії Московського обласного комітету ВКП(б).
Із 1939 року — персональний пенсіонер, проживав у Москві.
Помер 15 жовтня 1947 року в Москві. Похований на Новодівичому цвинтарі Москви.

## Нагороди
- орден Червоного Прапора